# 青木氏 (近江国)
青木氏（あおきし）は、室町時代から江戸時代にかけての武家。

## 概要
青木氏は甲賀五十三家の一家で石部三郷を支配していた一族であり、青木岩崎・青木南・青木上田・青木石部の四家にわかれていた。『青木八郎右衛門家文書』では、多羅尾四郎兵衛や高山源太左衛門らとともに青木筑後の名前が見える。永禄元年（1558年）8月3日付「花薗安次条々」永禄3年（1560年）9月1日付の算用状には、青木石部正□・青木岩崎左衛門尉・青木上田吉房・青木南重勝の名前が見える。『青木八郎右衛門家文書』によると、正福寺村領主であった青木伊豆守の弟・権六が同村に居住し、永禄5年（1562年）に三河国の徳川家康の下に出陣したとされる。天正12年（1584年）2月23日付売券には青木又左衛門・力千代の名前が見える。滋賀県湖南市にある真明寺に伝わる『古過去帳』によると、「青木岩崎殿子息青木検校殿」が慶長2年（1597年）に創建したという。また、『近江輿地志略』には「当寺地は青木右衛門佐屋敷跡也」とあり、右衛門佐について同書の著者である寒川辰清は「信長の家人紀伊守一矩、初勘七郎といふ、此子なるべし。一矩は後越前丸岡の城主となれり。子を右衛門佐といふ、是なるべし」と考証している。「宮城家系図」には「青木紀伊守（越前北ノ庄城主）重治（一矩トモ）-青木右衛門（江州石部居住）太夫」とある。右衛門太夫は善右衛門ともいい、慶長13年（1607年）5月に死去したという。「宮城家系図」によれば、同じく石部に住し、大坂冬の陣で討死した青木兵左衛門はその一族である。
真明寺を貞享年間に再興した俊応は正福寺村（甲西町）の青木庄助の子であるとされる。正福寺村の青木氏は『寛政重修諸家譜』巻665によると、近江国甲賀郡の青木氏は元は源姓上山氏であったものの、青木家頼が同国青木荘を知行したことで青木氏を名乗るようになったという。上記の『青木八郎右衛門家文書』では甲賀五十三家の1人として上山新八郎の名前が見える。太田亮は丹波国氷上郡友政城主の青木久政が上山氏流青木氏と同族であると推定しており、『丹波志』にこの青木氏は佐々木源氏の出身であると記されている。
『寛政重修諸家譜』巻663によると、青木伊豆守義勝は丹治姓青木氏出身の青木木太郎直兼の末裔で、五郎直之の次男・伊豆守康春の子とされる。ただし、同書巻664に記された義勝の子・吉永は藤原利仁の末裔とされており、子の義継が丹治姓から藤原姓へと改めたという。『湖路名勝志』には「青木武蔵守、利仁将軍の本廟也、大光山正一位青木大梵天王は青木十三代武蔵守頼忠、居城は江州甲賀郡青木郷なり」とある。
その他にも、蒲生高郷に嫁ぎ青木梵純を産んだ青木氏の女性がおり、梵純の末裔を称する青木忠英流の青木氏もいる。蒲生氏傍流の蒲生定俊も青木を称し、また蒲生氏の家臣に青木少兵衛が見える。
甲賀郡の昭養寺には、源義光9新羅三郎義光の16代子孫の青木下野守（法名祐清）が応仁3年（1469年）3月に建立したことと、青木下野守が足利義尚に奉仕したことが伝承として伝わっている。
また、近江国甲賀郡出身である青木以栄の末裔で、代々地下官人を務めた青木氏がいる。